# Parafia św. Floriana w Elblągu
Parafia Świętego Floriana w Elblągu – rzymskokatolicka parafia położona w diecezji elbląskiej, w dekanacie Elbląg Południe. Erygowana dekretem biskupa warmińskiego Edmunda Piszcza w 1991 roku.

## Proboszczowie
Źródło: oficjalna strona parafii
- ks. Krzysztof Brzozowski (1991–1996)
- ks. Janusz Łukowski (1996–1998)
- ks. Arkadiusz Chojnacki (1998–2010)
- ks. Andrzej Klukowski (2010–2022)
- ks. Ryszard Milewski (od 2022)